# Indieszero

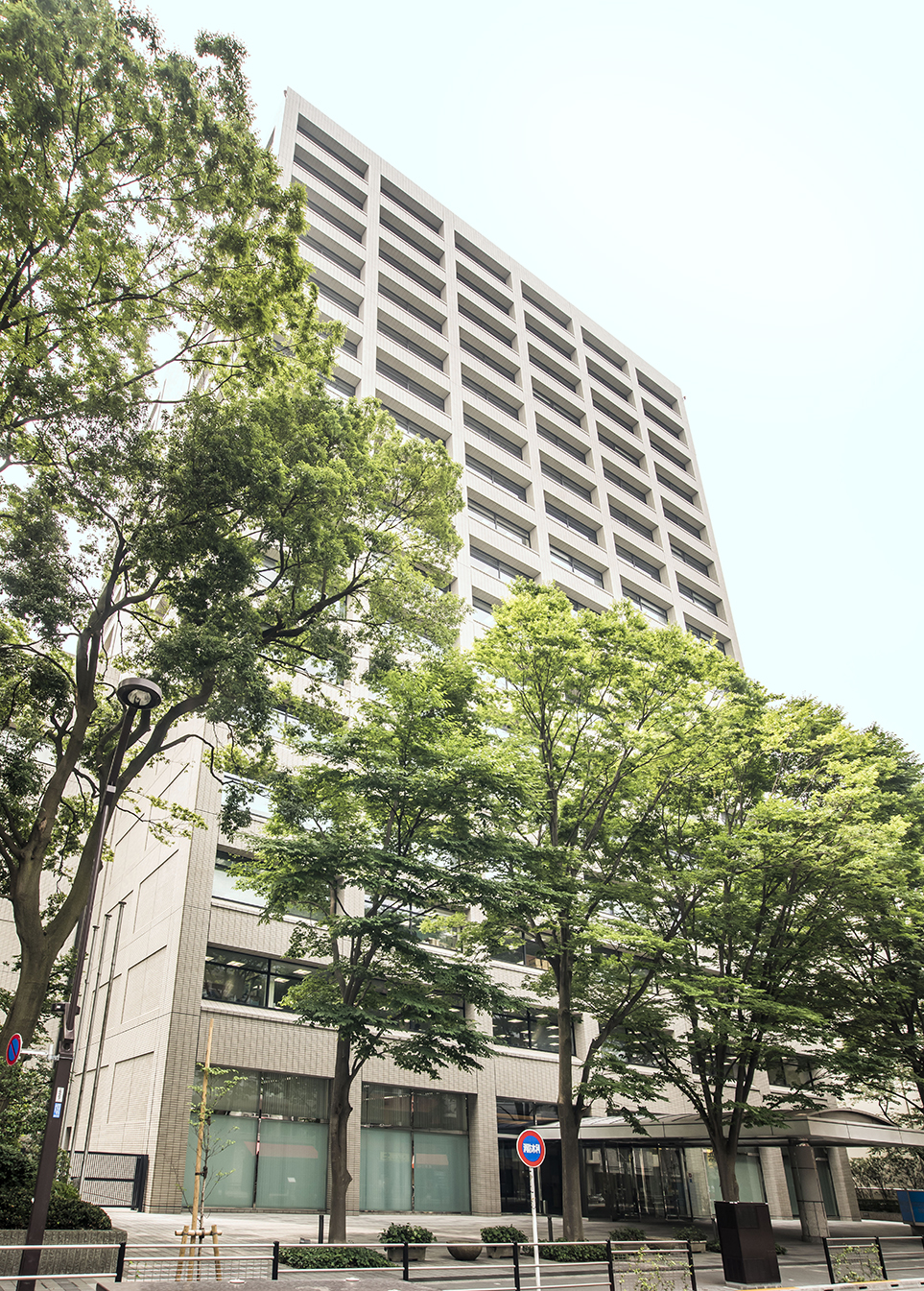
Oficinas en Japón de Indieszero.

indieszero Corporation, Ltd. (Japonés: 有限会社インディーズゼロ) es una empresa de producción de videojuegos con sede en Musashino, Tokio, Japón. Fue fundada el 21 de abril de 1997 y ha desarrollado videojuegos para otras empresas de videojuegos, incluyendo Nintendo y Namco Bandai Games.

## Trabajos destacados
- Cocina conmigo: ¿Qué preparamos hoy? (conocido en Norteamérica como Personal Trainer: Cooking)
- ¡Dish Pong! (お料理ポン!)
- Denshi no Seirei Chi-bitto. (電子の精霊ちびっと)
- DS Calligraphy Training (DS美文字トレーニング)
- DualPenSports[1]
- Electroplankton
- GameCenter CX: Arino's Challenge 2 (sequel to Retro Game Challenge)
- Kingdom Hearts: Melody of Memory
- Mario Party-e
- NES Remix (ファミコン リミックス)[2]
- NES Remix 2
- NES Remix Pack
- Nintendo 3DS Guide: Louvre
- Oshare Majo: Love and Berry DS Collection
- Retro Game Challenge
- Sakura Momoko no Ukiuki Carnival
- Sennen Kazoku
- Shaberu! DS Oryōri Navi
- Sutte Hakkun
- Theatrhythm Final Fantasy
- Theatrhythm Final Fantasy: All-Star Carnival
- Theatrhythm Final Fantasy: Curtain Call
- Theatrhythm Dragon Quest
- Ultimate NES Remix
- Sushi Striker: The Way of the Sushido